# Paniekvoetbal
Paniekvoetbal of paniekspel is een uitdrukking voor een reactie op een situatie die meer ingegeven is door emoties als angst en door hoge druk dan weloverwogen beslissingen.
Oorspronkelijk ontleend aan spelsituaties in het voetbal, is het gebruik van het begrip later algemener geworden waarbij het vaker in figuurlijke zin wordt gebruikt bij willekeurige situaties waarbij uit paniek gehandeld wordt, zoals in het bedrijfsleven en de politiek.
Vanaf 1976 werden deze woorden in Nederlandse woordenboeken opgenomen.